# Диоцез Стокгольма

Герб диоцеза Стокгольма

Расположение диоцеза Стокгольма

Диоцез Стокгольма — диоцез Церкви Швеции, сформированный в 1942 году, в который входят приходы расположенные в Южном Уппланде и северо-восточном Сёдерманланде.
До формирования диоцеза Стокгольма приходы, расположенные к северу от Стокгольмского шлюза, принадлежали архидиоцезу Уппсалы, а к югу — диоцезу Стренгнеса.
Кафедральным собором диоцеза является Церковь Святого Николая в Стокгольме. Диоцез разделен на 13 контрактов. Всего в диоцезе насчитывает 69 приходов.
C 8 ноября 2009 года епископом диоцеза является Ева Брунне.

## Епископы Стокгольма
| Период    | Имя                | Оригинальное имя   | Годы жизни |
| --------- | ------------------ | ------------------ | ---------- |
| 1942—1954 | Манфред Бьёрквист  | Manfred Björkquist | 1884—1985  |
| 1954—1971 | Хельге Юнгберг     | Helge Ljungberg    | 1904—1983  |
| 1971—1979 | Ингмар Стрём       | Ingmar Ström       | 1912—2003  |
| 1979—1984 | Ларс Карлсон       | Lars Carlzon       | 1918—2004  |
| 1984—1988 | Кристер Стендаль   | Krister Stendahl   | 1921—2008  |
| 1988—1998 | Хенрик Свенунгссон | Henrik Svenungsson | 1933—2017  |
| 1998—2009 | Каролине Кроок     | Caroline Krook     | р. 1944    |
| 2009—     | Ева Брунне         | Eva Brunne         | р. 1954    |